# Hypogeum Ħal Saflieni
Hypogeum (podzemní posvátný prostor) v Ħal Saflieni (dnes část města Paola na Maltě) je třípatrový, více než 10,6 m hluboký komplex o celkové ploše kolem 500 m² pocházející z doby asi 3800 až 2500 př. n. l. Leží nedaleko chrámu Tarxien a po důkladném restaurování bylo roku 2004 opět otevřeno pro veřejnost. Od roku 1980 je hypogeum zapsáno na Seznamu světového dědictví UNESCO.
Hypogeum Ħal Saflieni je na rozdíl od ostatních maltských chrámů z megalitického období labyrint podzemních chodeb, komor a sálů, vytesaný do skály, postupně rozšiřovaný po dobu 1300 let (srovnej Dějiny Malty). Je částečně zdoben malbami okrovou barvou. Mimo oltářů a obětních komor obsahuje nesčetné menší výklenky, v nichž byly nalezeny zbytky kostí několika tisíc osob a také soška „Spící kněžka“.

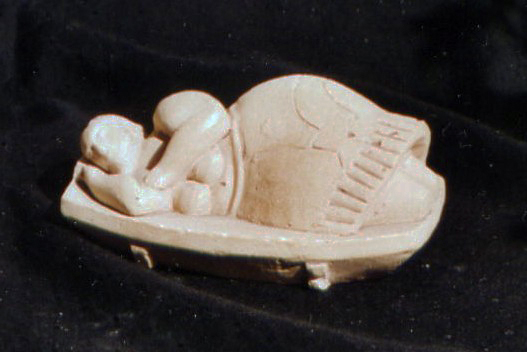
Spící kněžka

Dřívější hypotézy, že hypogeum sloužilo jako pohřebiště, se koncem 90. let 20. století zdály být vyvráceny a vycházelo se z toho, že se jedná o sakrální, obřadní stavbu, snad centrum tehdejší teokracie. Skutečnost, že nalezené kosti (jakož i většina na Maltě nalezených sošek) byly výlučně ženského pohlaví, vedla pak k názoru, že dobová společnost byla matriarchální a v hypogeu byly pohřbívány kněžky, věštkyně atp. Nejnověji byl však i tento názor zpochybněn a žádná všeobecně přijímaná teorie neexistuje.